# Copa de Algarve 2009
La Copa de Algarve de 2009 fue la decimosexta edición de este torneo. Es una competición anual de fútbol femenino organizada en la región de Algarve en Portugal.
El campeón fue Suecia, quien venció a Estados Unidos, el defensor del título, en la tanda de penales luego de que la final terminara en un empate 1 a 1.

## Equipos participantes
| Equipo         | FIFA Rankings (diciembre de 2008) |
| -------------- | --------------------------------- |
| Estados Unidos | 1                                 |
| Alemania       | 2                                 |
| Suecia         | 4                                 |
| Noruega        | 6                                 |
| Dinamarca      | 7                                 |
| China          | 13                                |
| Finlandia      | 17                                |
| Islandia       | 19                                |
| Polonia        | 31                                |
| Austria        | 37                                |
| Portugal       | 45                                |
| Gales          | 49                                |

## Fase de grupos

### Grupo A
| Equipo    | Pts | PJ | PG | PE | PP | GF | GC | DG |
| --------- | --- | -- | -- | -- | -- | -- | -- | -- |
| Suecia    | 7   | 3  | 2  | 1  | 0  | 4  | 2  | +2 |
| Alemania  | 6   | 3  | 2  | 0  | 1  | 7  | 3  | +4 |
| China     | 4   | 3  | 1  | 1  | 1  | 1  | 3  | -2 |
| Finlandia | 0   | 3  | 0  | 0  | 3  | 0  | 4  | -4 |

- Los horarios corresponden a la Hora del Oeste Europeo (WET): UTC±00:00

| 4 de marzo, 13:15 | Alemania                       | 2:0 | Finlandia | Estadio Municipal, Albufeira |  |
|                   | Behringer 70' · Garefrekes 90' |     |           |                              |  |

| 4 de marzo, 15:00 | China | 0:0     | Suecia | Estadio Municipal, Lagos |  |
|                   |       | Reporte |        |                          |  |

| 6 de marzo, 12:00 | Suecia      | 1:0     | Finlandia | Estadio Municipal, Lagos |  |
|                   | Fischer 75' | Reporte |           |                          |  |

| 6 de marzo, 13:15 | Alemania                        | 3:0 | China | Estadio Municipal, Albufeira |  |
|                   | Garefrekes 38', 68' · Kulig 58' |     |       |                              |  |

| 9 de marzo, 13:15 | Finlandia | 0:1 | China      | Estadio Municipal, Vila Real de Santo António |  |
|                   |           |     | Bi Yan 73' |                                               |  |

| 9 de marzo, 13:15 | Suecia                        | 3:2     | Alemania               | Estádio Algarve, Faro |  |
|                   | Fischer 28' · Schelin 36' 38' | Reporte | Grings 77' · Kulig 83' |                       |  |

### Grupo B
| Equipo         | Pts | PJ | PG | PE | PP | GF | GC | DG |
| -------------- | --- | -- | -- | -- | -- | -- | -- | -- |
| Estados Unidos | 9   | 3  | 3  | 0  | 0  | 4  | 0  | +4 |
| Dinamarca      | 6   | 3  | 2  | 0  | 1  | 4  | 2  | +2 |
| Islandia       | 3   | 3  | 1  | 0  | 2  | 2  | 3  | -1 |
| Noruega        | 0   | 3  | 0  | 0  | 3  | 1  | 6  | -5 |

- Los horarios corresponden a la Hora del Oeste Europeo (WET): UTC±00:00

| 4 de marzo, 12:00 | Estados Unidos             | 2:0     | Dinamarca | Estadio Municipal, Lagos |  |
|                   | Woznuk 22' · DiMartino 37' | Reporte |           |                          |  |

| 4 de marzo, 15:00 | Noruega | 1:3 | Islandia                                    | Estadio José Arcanjo, Olhão |  |
|                   | Lie 41' |     | Gunnarsdóttir 18', 51' · Rønning 56' (o.g.) |                             |  |

| 6 de marzo, 15:00 | Estados Unidos | 1:0     | Islandia | Desportivo da Nora Park, Ferreiras |  |
|                   | Kai 90'        | Reporte |          |                                    |  |

| 6 de marzo, 15:00 | Dinamarca                    | 2:0 | Noruega | Estadio Municipal, Lagos |  |
|                   | Rasmussen 10' · Pedersen 86' |     |         |                          |  |

| 9 de marzo, 15:00 | Noruega | 0:1     | Estados Unidos | Desportivo da Nora Park, Ferreiras |  |
|                   |         | Reporte | Rapinoe 21'    |                                    |  |

| 9 de marzo, 15:00 | Islandia | 0:2 | Dinamarca               | Estadio Francisco Vieira, Silves |  |
|                   |          |     | Nadim 36' · Ørntoft 67' |                                  |  |

### Grupo C
| Equipo   | Pts | PJ | PG | PE | PP | GF | GC | DG |
| -------- | --- | -- | -- | -- | -- | -- | -- | -- |
| Portugal | 9   | 3  | 3  | 0  | 0  | 5  | 2  | +3 |
| Austria  | 4   | 3  | 1  | 1  | 1  | 3  | 3  | 0  |
| Gales    | 3   | 3  | 1  | 0  | 2  | 7  | 5  | +2 |
| Polonia  | 1   | 3  | 0  | 1  | 2  | 3  | 8  | -5 |

- Los horarios corresponden a la Hora del Oeste Europeo (WET): UTC±00:00

| 4 de marzo, 15:00 | Gales        | 1:2 | Austria                | Estadio Restinga, Alvor |  |
|                   | Fishlock 35' |     | Entner 47' · Walzl 85' |                         |  |

| 4 de marzo, 17:45 | Portugal                   | 2:1 | Polonia       | Estadio Municipal, Albufeira |  |
|                   | Borges 36' · Fernandes 44' |     | Rytwińska 30' |                              |  |

| 6 de marzo, 15:00 | Austria     | 1:1 | Polonia        | Estadio Municipal, Vila Real de Santo António |  |
|                   | Gröbner 61' |     | Sznyrowska 70' |                                               |  |

| 6 de marzo, 17:45 | Portugal                            | 2:1 | Gales      | Estadio Municipal, Albufeira |  |
|                   | Fernandes 27' · Cristina 57' (pen.) |     | Ludlow 70' |                              |  |

| 9 de marzo, 17:45 | Portugal  | 1:0 | Austria | Estádio Algarve, Faro |  |
|                   | Vieira 8' |     |         |                       |  |

| 9 de marzo, 17:45 | Polonia     | 1:5 | Gales                                         | Estadio Municipal, Loulé |  |
|                   | Kawalec 80' |     | Ludlow 22' 32' · Harries 38' 42' · Lander 86' |                          |  |

## Fase final
- Los horarios corresponden a la Hora del Oeste Europeo (WET): UTC±00:00

### 11.º puesto
| 11 de marzo, 11:30 | Gales        | 1:2 | Polonia                       | CD Montechoro, Albufeira |  |
|                    | Fishlock 14' |     | Sznyrowska 10' · Pożerska 88' |                          |  |

### 9.º puesto
| 11 de marzo, 11:30 | Austria | 0:2 | Noruega                       | Estadio Municipal, Loulé |  |
|                    |         |     | Rønning 43' · Gulbrandsen 78' |                          |  |

### 7.º puesto
| 11 de marzo, 11:30 | Portugal  | 1:1 (2:4 p.) | Finlandia    | Estadio Municipal, Lagos |  |
|                    | Couto 70' |              | Lehtinen 13' |                          |  |

### 5.º puesto
| 11 de marzo, 11:30 | China                        | 2:1     | Islandia            | Estadio José Arcanjo, Olhão |  |
|                    | Lou Jiahui 21' · Xu Yuan 69' | Reporte | Þorsteinsdóttir 45' |                             |  |

### 3.º puesto
| 11 de marzo, 13:15 | Alemania | 0:1 | Dinamarca       | Estádio Algarve, Faro |  |
|                    |          |     | Rydahl Bukh 41' |                       |  |

### Final
| 11 de marzo, 16:00 | Estados Unidos                                                | 1:1 (3:4 p.)               | Suecia                                                                 | Estádio Algarve, Faro                                     |                                                           |
|                    | Boxx 90'                                                      | Reporte                    | Schelin 18'                                                            | Asistencia: 1.200 espectadores Árbitra: Bibiana Steinhaus | Asistencia: 1.200 espectadores Árbitra: Bibiana Steinhaus |
|                    |                                                               | Tiros desde el punto penal |                                                                        |                                                           |                                                           |
|                    | Boxx · Rapinoe · Lloyd · Rampone · DiMartino · Woznuk · Mitts |                            | Fors · Dahlkvist · Sembrant · Paulson · Schelin · Olander · Segerström |                                                           |                                                           |

| Campeón           |
| Suecia 3.º título |

## Goleadoras
| Jugadora           | Goles |
| ------------------ | ----- |
| Jayne Ludlow       | 3     |
| Kerstin Garefrekes | 3     |
| Lotta Schelin      | 3     |